# Glenn-Miller-Satz
Als Glenn-Miller-Satz bezeichnet man das von Glenn Miller in seiner 1937 gegründeten Big Band eingeführte, durch eine Klarinette (Hal McIntyre bei den ersten Aufnahmen) erweiterte Saxophonregister. Er besteht aus je zwei Alt- und Tenorsaxophonen sowie einer B-Klarinette, wobei Letztere die führende Stimme spielt. Dadurch unterschied er sich von anderen Big Bands.
Man spricht auch vom Glenn-Miller-Sound (Glenn-Miller-Klang), wenn dieser Satz zudem in einem flimmernden Vibrato spielt.

## Geschichte
Glenn Miller besann sich bei der Instrumentation auf Klangbilder aus dem Orchester Ray Nobles, die er 1935 hörte.
Auch in anderen Genres fand der Satz Verwendung, so zum Beispiel in den 1970/1980er-Jahre bei Ernst Mosch und seinen Original Egerländer Musikanten.